# エペソスのクセノポン
クセノポン（Ξενοφών）は、推定西暦2世紀頃の帝政期ローマの作家。ギリシア小説と総称される小説群中の1篇、『エペソス物語』の作者。小アジアはイオニア地方のエペソスに何らかの縁を有したらしい事と同名人物との区別の必要とから「エペソスの」を冠して呼ばれる。クセノフォンとも。
経歴の一切は不明で、出身地も西暦10・11世紀頃の辞典『スーダ』には小アジア出身とあるが根拠とする確かな所伝を欠いて不明。但し、出身地かどうかはともかく『エペソス物語』におけるエペソスに関する記述は少なくも同地に住んだ事があってそこを知悉する人物であった事を推知させ、また、その文体や用語等からカリトンに遅れる事程遠からぬ時代、西暦1世紀後半から2世紀初めにかけて活躍した人物であったと考えられ、そこに窺える『エレクトラ』や『ヒッポリュトス』といったエウリピデス作品の影響からギリシア悲劇の主要作に親しんでいたであろう事も推定出来るので、それらの事とギリシア小説が雄弁術の余滴として誕生したらしき事情とを併せ考えると恐らくは雄弁家（ソフィスト）であったものと思われる。なお、クセノポンは古代ギリシアのクセノポンに私淑してその名に肖（あやか）った筆名であろうとの説もある。
その著作に『エペソス物語』の他、『スーダ』に拠れば『エペソスの都について』という同地に就いての地誌風のものと推測される作もあった。